# (532092) 2013 HU156
2013 HU156 ist ein großes transneptunisches Objekt im Kuipergürtel, das bahndynamisch als Plutino eingestuft wird. Aufgrund seiner Größe gehört der Asteroid möglicherweise zu den Zwergplanetenkandidaten.

## Entdeckung
2013 HU156 wurde am 19. April 2013 von einem Astronomenteam im Rahmen des Pan-STARRS-Projekts mit dem 1,8-m-Ritchey-Chretien-Teleskop (PS1) am Haleakalā-Observatoriums (Maui) entdeckt. Die Entdeckung wurde am 17. Juli 2016 von einem Pan-STARRS-Astronomenteam, bestehend aus B. Gibson, T. Goggia, N. Primak, A. Schultz und M. Willman, bekanntgegeben.
Nach seiner Entdeckung ließ sich 2013 HU156 auf Fotos bis zum 24. Mai 2001, die im Rahmen des Sloan-Digital-Sky-Survey-Programmes (SDSS) am Apache-Point-Observatorium (New Mexico) gemacht wurden, zurückgehend identifizieren und so seinen Beobachtungszeitraum um zwölf Jahre verlängern, um so seine Umlaufbahn genauer zu berechnen. Seither wurde der Planetoid durch verschiedene erdbasierte Teleskope beobachtet. Im Dezember 2018 lagen insgesamt 257 Beobachtungen über einen Zeitraum von 17 Jahren vor. Die bisher letzte Beobachtung wurde im Mai 2018 wiederum am Pan-STARRS-Teleskop (PS1) durchgeführt. (Stand 18. März 2019)

## Eigenschaften

### Umlaufbahn
2013 HU156 umkreist die Sonne in 251,32 Jahren auf einer leicht elliptischen Umlaufbahn zwischen 34,92 AE und 44,72 AE Abstand zu deren Zentrum. Die Bahnexzentrizität beträgt 0,123, die Bahn ist 20,78° gegenüber der Ekliptik geneigt. Derzeit ist der Planetoid 38,33 AE von der Sonne entfernt. Das Perihel durchlief er das letzte Mal 1973, der nächste Periheldurchlauf dürfte also im Jahre 2224 erfolgen.
Marc Buie (DES) klassifiziert den Planetoiden als Plutino (2:3-Resonanz mit Neptun), während vom Minor Planet Center keine spezifische Einstufung existiert; letzteres führt ihn als Nicht-SDO und allgemein als Distant Object.

### Größe
Derzeit wird von einem Durchmesser von 358 km ausgegangen, basierend auf einem Rückstrahlvermögen von 8 % und einer absoluten Helligkeit von 5,7 m. Ausgehend von diesem Durchmesser ergibt sich eine Gesamtoberfläche von etwa 403.000 km2. Die scheinbare Helligkeit von 2013 HU156 beträgt 21,59 m.
Da es denkbar ist, dass sich 2013 HU156 aufgrund seiner Größe im hydrostatischen Gleichgewicht befindet und somit weitgehend rund sein könnte, erfüllt er möglicherweise die Kriterien für eine Einstufung als Zwergplanet. Mike Brown geht davon aus, dass es sich bei 2013 HU156 um vielleicht einen Zwergplaneten handelt.
| Jahr                                         | Abmessungen km | Quelle   |
| -------------------------------------------- | -------------- | -------- |
| 2018                                         | 352,0          | Johnston |
| 2018                                         | 358,0          | Brown    |
| Die präziseste Bestimmung ist fett markiert. |                |          |